# Mursa judicatalis
Mursa judicatalis är en fjärilsart som beskrevs av Walker 1859. Mursa judicatalis ingår i släktet Mursa och familjen nattflyn. Inga underarter finns listade i Catalogue of Life.